# L'ordine del giorno
L'ordine del giorno (L'ordre du jour) è un romanzo di Éric Vuillard, pubblicato nel 2017 in Francia da Actes Sud. Il libro è stato insignito del Premio Goncourt 2017.
Benché si presenti in forma di romanzo, il testo rappresenta invece un resoconto storico ed accurato dell'Anschluss, cioè dell'occupazione nazista dell'Austria avvenuta nel marzo 1938.

## Analisi
Il libro si presenta come un resoconto storico dell'occupazione nazista del territorio austriaco, a partire dall'incontro segreto del 1933 in cui Hitler incontrò, nelle stanze del Reichstag di Berlino, 24 industriali pronti a sostenere la causa nazista, fino all'ingresso delle truppe armate nel territorio d'Austria.
Nonostante il testo segua una narrazione cronologicamente ordinata, l'autore muove il proprio sguardo seguendo da vicino le vicende di tutti coloro che presero parte alle vicende storiche narrate, mettendo ben in evidenza, fra i tanti argomenti, la sottovalutazione, da parte di Francia e Inghilterra, del fenomeno nazista.

## Edizioni
- L'ordine del giorno, traduzione di Alberto Bracci Testasecca, Roma, edizioni e/o/, 2018, ISBN 978-88-3357-003-7.